# شبی تنها کنار دریا
شبی تنها کنار دریا (انگلیسی: On the Beach at Night Alone) یک فیلم درام از سینمای کره جنوبی به کارگردانی، نویسندگی و تهیه‌کنندگی هونگ سانگ سو است که در سال ۲۰۱۷ منتشر شد. از بازیگران آن می‌توان به کیم مین-هی اشاره کرد. فیلم در شصت و هفتمین جشنواره بین‌المللی فیلم برلین برای رقابت بر سرِ خرس طلایی انتخاب شد. بازیگر این فیلم کیم مین-هی در برلین برنده خرس نقره‌ای برای بهترین بازیگر زن شد.